# Mon (folk)
Denna artikel behandlar folket; för deras språk, se mon (språk). För andra betydelser, se Mon.

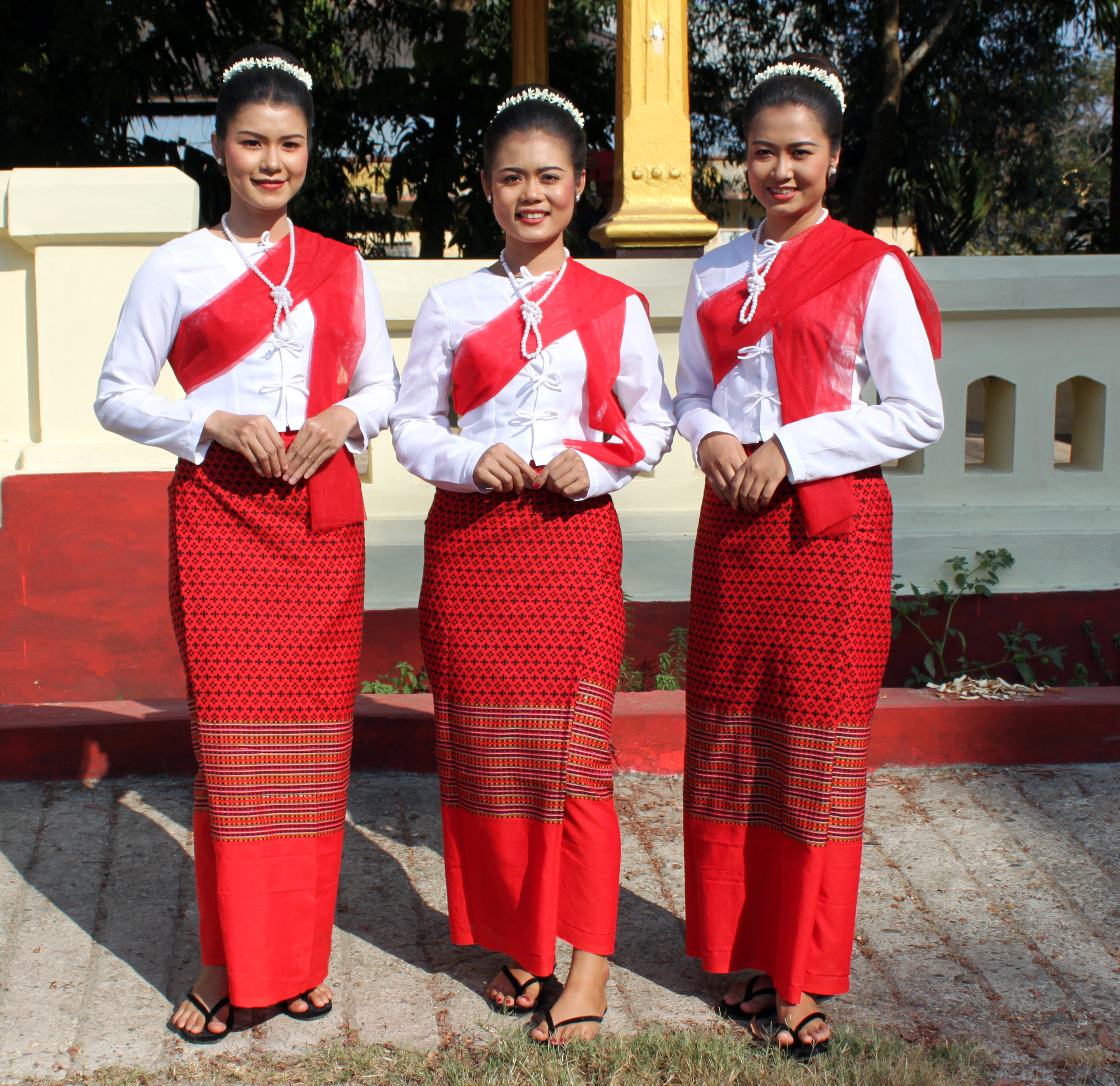
Mon som bär traditionell klänning.

Mon är ett folk på runt 8,1 miljoner människor, bosatt i mellersta och södra Myanmar samt i västra Thailand. De talar mon, ett mon-khmerspråk.
Mon började förmodligen invandra till regionen omkring 3000 f.Kr. Enligt muntlig tradition ska de ha fått kontakt med buddhismen så tidigt som 200-talet f.Kr. genom sjöfarare; på 100-talet f.Kr. hade buddhismen definitivt nått dem via munkar från Sri Lanka . De är theravadabuddhister och var under 600-700-talen pådrivande för theravadabuddhismens utbredning. 
Monfolkets skriftspråk utvecklades under 500-talet under påverkan från Indien. Fram till 1000-talet var det ett av de främsta kulturspråken i Asien.  Mycket av monfolkets skrivna källor har gått förlorade genom krig. De blandade sin egen kultur med inslag från Indien och skapade en hybrid av de två civilisationerna.
Från 500-talet var monfolken uppdelade på tre riken, Dvaravati och Paganriket, Hariphunchai. Paganriket erövrades sedan på 1000-talet av Burma, Dvaravati av Khmerriket. Under Thaiinvasionen mot slutet av 1200-talet återfick Paganriket sin självständighet, och började en erövringspolitik mot Burma, som dock slutade under Alaungpayas regering, då Burma efter ett krig 1753-57 erövrade Paganriket.